# Albirex Niigata
Maillots
Actualités
L'Albirex Niigata (アルビレックス新潟) est un club japonais de football basé à Niigata, chef-lieu de la préfecture du même nom. Le club évolue en J.League.

## Historique
Fondé en 1955 sous le nom de Niigata Eleven SC. Il a été rebaptisé Albireo Niigata FC en 1994 et a pris son nom actuel en 1997. Albirex est un mot inventé qui combine "Albireo" (représentant une double étoile dans Cygnus) et "Rex" (latin pour roi), dont le sens serait quelque chose comme "se battre pour devenir le roi du monde du football". L'emblème est basé sur les deux couleurs d'équipe. L'orange représente le magnifique coucher de soleil à Niigata et le bleu représente la beauté de la mer du Japon. Au centre se trouve un cygne, animal emblématique du club, aux ailes déployées comme pour voler vers la préfecture de Niigata.
Après cinq saisons en J.League 2 le club réalise une saison 2022 où il restera, dès la 18e journée, dans le top 2 du championnat pour finalement obtenir leur promotion en J.League le 9 octobre 2022 et son deuxième titre de champion de J.League 2 la semaine suivante.

## Palmarès et statistiques

### Palmarès
| Compétitions nationales                                                                               | Compétitions internationales |
| - Coupe de la Ligue (0) - Finaliste : 2024 - Championnat du Japon de D2 (2) - Champion : 2003 et 2022 | - Néant                      |

## Joueurs et personnalités du club

### Entraîneurs
Le tableau suivant présente la liste des entraîneurs du club depuis 1995.
| Rang | Nom                | Période   |
| ---- | ------------------ | --------- |
| 1    | Frans van Balkom   | 1995-1998 |
| 2    | Yoshikazu Nagai    | 1998-2000 |
| 3    | Yasuharu Sorimachi | 2001-2006 |
| 4    | Jun Suzuki         | 2006-2010 |
| 5    | Hisashi Kurosaki   | 2010-2012 |

| Rang | Nom                 | Période   |
| ---- | ------------------- | --------- |
| 6    | Nobuhiro Ueno       | 2012      |
| 7    | Masaaki Yanagishita | 2012-2016 |
| 8    | Tatsuma Yoshida     | 2016      |
| 9    | Koichiro Katafuchi  | 2016-2017 |
| 10   | Fumitake Miura      | 2017      |

| Rang | Nom                | Période   |
| ---- | ------------------ | --------- |
| 11   | Koichiro Katafuchi | 2017      |
| 12   | Wágner Lopes       | 2017      |
| 13   | Masakazu Suzuki    | 2018      |
| 14   | Koichiro Katafuchi | 2018-2019 |
| 15   | Kazuaki Yoshinaga  | 2019-2020 |

| Rang | Nom               | Période   |
| ---- | ----------------- | --------- |
| 16   | Albert Puig       | 2020-2022 |
| 17   | Rikizo Matsuhashi | 2022-2024 |
| 18   | Daisuke Kimori    | 2025-     |

### Effectif actuel
Mise à jour le 31 janvier 2022.
| N° | Nat.                 | Poste | Nom du joueur    |
| -- | -------------------- | ----- | ---------------- |
| 1  | Drapeau du Japon     | G     | Ryosuke Kojima   |
| 5  | Drapeau du Japon     | D     | Michael James    |
| 7  | Drapeau du Japon     | A     | Kaito Taniguchi  |
| 8  | Drapeau du Japon     | M     | Takahiro Ko      |
| 9  | Drapeau du Japon     | A     | Koji Suzuki      |
| 10 | Drapeau du Japon     | M     | Shion Homma      |
| 11 | Drapeau du Japon     | A     | Yuya Takazawa    |
| 14 | Drapeau du Japon     | A     | Tatsuya Tanaka   |
| 16 | Drapeau de l'Uruguay | M     | Gonzalo González |
| 17 | Drapeau du Japon     | M     | Akito Fukuta     |
| 19 | Drapeau du Japon     | D     | Yuji Hoshi       |
| 20 | Drapeau du Japon     | M     | Yuzuru Shimada   |
| 21 | Drapeau du Japon     | G     | Koto Abe         |
| 22 | Drapeau du Japon     | G     | Takuya Seguchi   |
| 23 | Drapeau du Japon     | A     | Yota Komi        |

| No. | Nat.             | Position | Nom du joueur       |
| --- | ---------------- | -------- | ------------------- |
| 24  | Drapeau du Japon | M        | Frank Romero        |
| 25  | Drapeau du Japon | M        | Soya Fujiwara       |
| 26  | Drapeau du Japon | D        | Ryo Endo            |
| 27  | Drapeau du Japon | M        | Yuki Omoto          |
| 28  | Drapeau du Japon | D        | Fumiya Hayakawa     |
| 30  | Drapeau du Japon | D        | Shuto Maruyama      |
| 31  | Drapeau du Japon | D        | Yuto Horigome       |
| 32  | Drapeau du Japon | D        | Takumi Hasegawa     |
| 33  | Drapeau du Japon | M        | Yoshiaki Takagi     |
| 35  | Drapeau du Japon | D        | Kazuhiko Chiba      |
| 37  | Drapeau du Japon | M        | Shunsuke Mito       |
| 39  | Drapeau du Japon | A        | Ken Yamura          |
| 40  | Drapeau du Japon | M        | Kazuyoshi Shimabuku |
| 41  | Drapeau du Japon | G        | Kazuki Fujita       |
| 50  | Drapeau du Japon | D        | Daichi Tagami       |

## Bilan saison par saison
Ce tableau présente les résultats par saison de l'Albirex Niigata dans les diverses compétitions nationales et internationales depuis la saison 2012.
| Saison | Championnat | Championnat | Championnat | Championnat | Championnat | Championnat | Championnat | Championnat | Championnat | Championnat | Coupe du Japon   | Coupe de la Ligue |
| Saison | Division    | Pos         | Pts         | J           | V           | N           | D           | BP          | BC          | Diff.       | Coupe du Japon   | Coupe de la Ligue |
| ------ | ----------- | ----------- | ----------- | ----------- | ----------- | ----------- | ----------- | ----------- | ----------- | ----------- | ---------------- | ----------------- |
| 1999   | J2 League   | 4e          | 58          | 36          | 20          | 2           | 14          | 46          | 40          | +6          | 3e tour          | 1er tour          |
| 2000   | J2 League   | 7e          | 46          | 40          | 15          | 5           | 20          | 54          | 63          | -9          | 3e tour          | 1er tour          |
| 2001   | J2 League   | 5e          | 77          | 44          | 26          | 4           | 14          | 79          | 47          | +32         | 4e tour          | 1er tour          |
| 2002   | J2 League   | 3e          | 82          | 44          | 23          | 13          | 8           | 75          | 47          | +28         | 3e tour          | -                 |
| 2003   | J2 League   | 1er         | 88          | 44          | 27          | 7           | 10          | 80          | 40          | +40         | 4e tour          | -                 |
| 2004   | J1 League   | 10e         | 37          | 30          | 10          | 7           | 13          | 47          | 58          | -11         | 4e tour          | Phase de groupe   |
| 2005   | J1 League   | 12e         | 42          | 34          | 11          | 9           | 14          | 47          | 62          | -15         | 5e tour          | Phase de groupe   |
| 2006   | J1 League   | 14e         | 42          | 34          | 12          | 6           | 16          | 46          | 65          | -19         | 5e tour          | Phase de groupe   |
| 2007   | J1 League   | 6e          | 51          | 34          | 15          | 6           | 13          | 48          | 47          | +1          | 4e tour          | Phase de groupe   |
| 2008   | J1 League   | 13e         | 42          | 34          | 11          | 9           | 14          | 32          | 46          | -14         | 5e tour          | Phase de groupe   |
| 2009   | J1 League   | 8e          | 50          | 34          | 13          | 11          | 10          | 42          | 31          | +11         | Quarts de finale | Phase de groupe   |
| 2010   | J1 League   | 9e          | 49          | 34          | 12          | 13          | 9           | 48          | 45          | +3          | 4e tour          | Phase de groupe   |
| 2011   | J1 League   | 14e         | 39          | 34          | 10          | 9           | 15          | 38          | 46          | -8          | 3e tour          | Quarts de finale  |
| 2012   | J1 League   | 15e         | 40          | 34          | 10          | 10          | 14          | 29          | 34          | -5          | 3e tour          | Phase de groupe   |
| 2013   | J1 League   | 7e          | 55          | 34          | 17          | 4           | 13          | 48          | 42          | +6          | 3e tour          | Phase de groupe   |
| 2014   | J1 League   | 12e         | 44          | 34          | 12          | 8           | 14          | 30          | 36          | -6          | 3e tour          | Phase de groupe   |
| 2015   | J1 League   | 15e         | 34          | 34          | 8           | 10          | 16          | 41          | 58          | -17         | 3e tour          | Demi-finales      |
| 2016   | J1 League   | 15e         | 30          | 34          | 8           | 6           | 20          | 33          | 49          | -16         | 4e tour          | Phase de groupe   |
| 2017   | J1 League   | 17e         | 28          | 34          | 7           | 7           | 20          | 28          | 60          | -32         | 3e tour          | Phase de groupe   |
| 2018   | J2 League   | 16e         | 53          | 42          | 15          | 8           | 19          | 48          | 56          | -8          | 3e tour          | Phase de groupe   |
| 2019   | J2 League   | 10e         | 62          | 42          | 17          | 11          | 14          | 71          | 52          | +19         | 2e tour          | -                 |
| 2020   | J2 League   | 11e         | 57          | 42          | 14          | 15          | 13          | 55          | 55          | 0           | -                | -                 |
| 2021   | J2 League   | 6e          | 68          | 42          | 18          | 14          | 10          | 61          | 40          | +21         | 3e tour          | -                 |
| 2022   | J2 League   | 1er         | 84          | 42          | 25          | 9           | 8           | 73          | 35          | +38         | 2e tour          | -                 |
| 2023   | J1 League   | 10e         | 45          | 34          | 11          | 12          | 11          | 36          | 40          | -4          | Quarts de finale | Phase de groupe   |
| 2024   | J1 League   | 16e         | 42          | 38          | 10          | 12          | 16          | 44          | 59          | -15         | 3e tour          | Finaliste         |
| Saison | Division    | Pos         | Pts         | J           | V           | N           | D           | BP          | BC          | Diff.       | Coupe du Japon   | Coupe de la Ligue |
| Saison | Championnat |             |             |             |             |             |             |             |             |             | Coupe du Japon   | Coupe de la Ligue |

## Clubs affiliés
Depuis 2004, le club possède des clubs affiliés en commençant par Singapour avec Albirex Niigata Singapour FC. Cette même année, le club crée une équipe féminine de football qui joua en L2 League, dont elle devint championne en 2006. Depuis 2007 le club évolue en L1 League.
Les clubs suivants sont affiliés à Albirex :
- Japan Soccer College
- Albirex Niigata Ladies
- Albirex Niigata Phnom Penh FC
- Albirex Niigata Singapour FC
- Albirex Niigata Barcelona